# Flexió lateral
La flexió lateral és un exercici utilitzat en moltes activitats amb peses.

## Execució
L'exercici de flexió lateral comença en posició dempeus, amb les cames lleugerament separades, subjectant una manuella a cada braç per a sol·licitar-ne ambdues parts (mode bilateral), o agafant una sola manuella per sol·licitar-ne tan sols un costat (mode unilateral). L'exercici consisteix a executar una flexió lateral del tors en el costat oposat a la manuella agafada, o bé, si és en modalitat bilateral, consisteix a realitzar una flexió lateral a banda i banda en alternança. Hi ha altres variacions de la flexió lateral, com ara la modalitat de flexió lateral amb barra, la modalitat amb cable baix de polierculina (cable side-bend) o a la cadira romana que s'utilitza normalment per a les hiperextensions del tors.

## Polèmiques
La flexió lateral, o en general el moviment de flexió lateral, sovint es considera un exercici per als músculs abdominals oblics i, en conseqüència, per a la conformació de la cintura. Aquestes dues hipòtesis s'han de considerar mites. El primer punt no es pot considerar vàlid perquè els músculs més profunds de la columna vertebral són capaços de realitzar aquest exercici de manera més eficient que els músculs abdominals. De fet, el múscul quadrats lumbars, que s'origina de la cresta ilíaca i l'àpex dels processos costiformes de les vèrtebres L2-L5, és en realitat el múscul que exerceix principalment l'acció de flexió lateral pur. De fet, anatòmicament, el quadrat lumbar es posiciona de manera que sigui més actiu que els oblics externs durant la flexió lateral. Es desprèn que aquest moviment imposa una major activitat del quadrat lumbar per la necessitat d'una més gran estabilitat. La dolor que moltes persones associen amb la tonificació dels músculs oblics pot ser el resultat de l'estirament excessiu d'aquests músculs o de fer moviments massa ràpids. No és casualitat que l'exercici del pont lateral (side bridge) o de la planxa lateral, (side plank) que implica resistència isomètrica durant la flexió lateral, també es suggereixi per a estimular els quadrats lumbars. També cal tenir en compte que la flexió lateral lenta i controlada, alternant la flexió lateral del tronc, és un bon exercici per a augmentar la mobilitat lateral de la columna vertebral.
Com a segon punt, la flexió lateral no es pot considerar un exercici per a donar forma a la cintura mitjançant la reducció de greix localitzada. De fet, diversos estudis han trobat que l'entrenament dels músculs abdominals no és capaç de reduir el greix localitzat en aquestes zones.

## Aspectes anatòmics
Com es pot veure, hi ha molts músculs implicats en la flexió lateral del tors. No seria correcte de definir la flexió lateral com un exercici per als abdominals oblics, puix que s'activen moltes masses musculars. En tot cas, sembla que l'activitat dels quadrats lumbars preval sobre la dels oblics, al punt que aquest exercici no es pot considerar orientat a tonificar-los.
Músculs implicats en la flexió lateral de la columna lumbar:
- Múscul quadrat lumbar
- Múscul ilíac
- Músculs psoes major i psoes menors
- Múscul dorsal ample
- Múscul recte major de l'abdomen
- Múscul transvers de l'abdomen
- Múscul oblic menor intern
- Múscul oblic major extern
- Múscul serrat menor posterior i inferior

Músculs implicats en la flexió lateral de l'esquena:
- Músculs espinosos de l'esquena
- Múscul semiespinós del tòrax
- Múscul dorsal ample

Músculs implicats en flexió lateral completa:
- Músculs intertransversals
- Múscul iliocostal
- Múscul llarguíssim